# Медзянки
Медзянки або Медзьянки (словац. Medzianky) — село в Словаччині, Врановському окрузі Пряшівського краю.
Уперше згадується у 1212 році.
У селі є римо-католицький костел (початок XIV століття), у 1748 році повністю перебудований та протестантська церква (1961).
На горбі над селом стояла мала сторожева фортеця з половини XIII століття, з якої залишились тільки руїни.

## Географія
Розташоване в східній частині Словаччини на межі Низьких Бескидів та Солоних гір в долині Медзянського потоку.

## Населення
| Рік:            | 1994. | 2004.   | 2014.   | 2024.   |
| --------------- | ----- | ------- | ------- | ------- |
| Кількість осіб: | 300   | 317     | 293     | 310     |
| Різниця:        |       | +5,66 % | -7,57 % | +5,80 % |

| Рік:            | 2023. | 2024.   |
| --------------- | ----- | ------- |
| Кількість осіб: | 309   | 310     |
| Різниця:        |       | +0,32 % |

У селі проживає 296 осіб.
Національний склад населення (за даними перепису 2001 року):
- словаки — 99,38 %.

Склад населення за приналежністю до релігії станом на 2001 рік:
- протестанти — 48,46 %,
- римо-католики — 42,59 %,
- греко-католики — 1,23 %,
- не вважають себе вірянами або не належать до жодної вищезгаданої конфесії — 0,31 %.